# Jizhougarnisonen

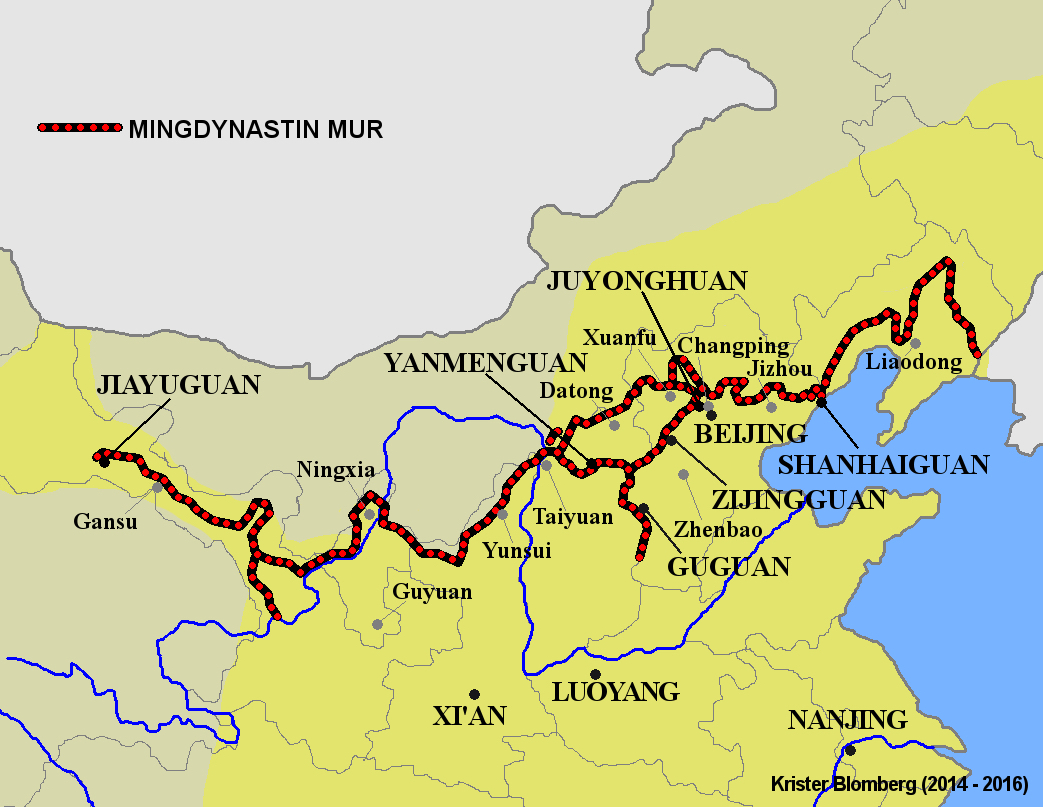
Kinesiska muren under Mingdynastin. De gråa punkterna markerar högkvarteren för militärgarnisonerna.

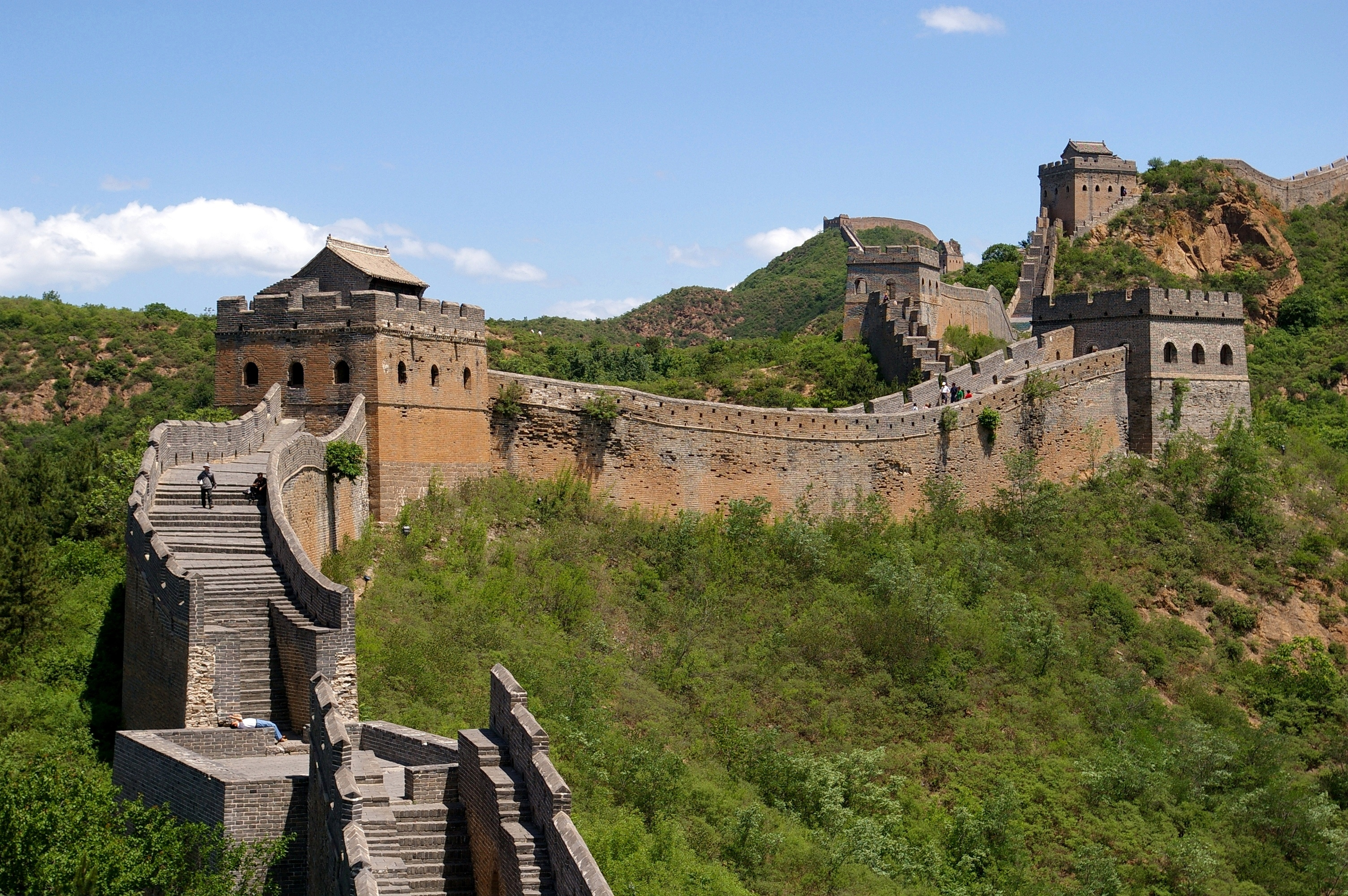
Kinesiska muren vid Jinshanling som tillhörde Jizhou garnison.

Jizhougarnisonen (蓟州镇; Jìzhōuzhèn), även kallad Ji, var en av den kinesiska Mingdynastins nio garnisoner. Jizhougarnisonen lydde under överbefälhavaren Jiliao. Garnisonen grundades av kejsar Yongle (r. 1402-1424). Högkvarteret var sannolikt placerat i Santunying nordväst om Qianxi i Hebei. Ansvarsområdet var försvaret av kinesiska muren i Yanbergen från Shanhaiguan i öster till Juyongpasset norr om Peking. 
Den del av kinesiska muren som tillhörde Jizhougarnisonen var indelad i 11 sektioner, och 27 sub-sektioner. I garnisonens del av kinesiska muren ingick bland annat sektionerna  Badaling, Shuipasset, Huanghuacheng, Jiankou, Mutianyu, Baimapasset, Gubeikou, Jinshanling, Simatai och Huangyapasset. Totalt ingick 600 alternativt 700 km mur i garnisonens ansvarsområde. Eftersom huvudstaden Peking låg söder om garnisonens försvarslinje var dess försvarsmur av största vikt. Kinesiska muren i detta område uppfördes med start 1551 och genomgick en större renovering och expansion 1567 till 1572 under ledning av general Qi Jiguang.
Möt öster gränsade Jizhougarnisonen mot Liaodonggarnisonen, och väster mot Xuanfugarnisonen.